# Gianluca Milani
Pour les articles homonymes, voir Milani.
Gianluca Milani (né le 6 juillet 1991 à Castelfranco Veneto) est un coureur cycliste italien.

## Palmarès
- 2010
  - Grand Prix de la ville de Vérone
- 2012
  - Mémorial Guido Zamperioli
  - 2e de la Medaglia d'Oro Fiera di Sommacampagna
- 2013
  - Grand Prix de la ville de Vinci
  - Trofeo Sportivi di Briga
  - Grand Prix de la ville de Vérone
  - 2e du Grand Prix Santa Rita
  - 2e du Circuito dell'Assunta
  - 3e de la Coppa Varignana
  - 3e du Trophée de la ville de San Vendemiano
  - 3e du Trofeo Alcide Degasperi
  - 3e de la Coppa Città di Bozzolo
- 2014
  - Mémorial Denis Zanette
  - Giro del Montalbano
  - 2e du Trophée de la ville de Brescia
  - 3e du Trophée Visentini
  - 3e du Mémorial Benfenati
  - 3e du Giro del Medio Brenta
  - 3e du Trofeo Sportivi di Briga
- 2015
  -  Champion d'Italie élites sans contrat (Circuit de Cesa)
  - Trophée de la ville de Malmantile
  - Coppa San Vito
  - 2e du Grand Prix De Nardi
  - 2e de Parme-La Spezia
  - 3e du Mémorial Gianni Biz
  - 3e du Mémorial Vincenzo Mantovani
  - 3e du Giro del Valdarno
  - 3e du Tour d'Émilie amateurs
- 2016
  - 2e de la Coppa Caduti di Reda
  - 2e du Mémorial Morgan Capretta
  - 2e de la Medaglia d'Oro Fiera di Sommacampagna
  - 2e du Trofeo Gianfranco Bianchin
  - 3e du Trophée Edil C
  - 3e du Souvenir Rousse-Perrin
  - 3e du Gran Premio Industria del Cuoio e delle Pelli
- 2017
  -  Champion d'Italie élites sans contrat (Coppa Messapica)
  - Mémorial Morgan Capretta
  - Medaglia d'Oro Fiera di Sommacampagna
  - Targa Comune di Castelletto Cervo
  - 2e du Trofeo Menci Spa
  - 2e du Trofeo Sportivi di Briga
  - 3e du Mémorial Gianni Biz
  - 3e de la Coppa San Vito
- 2018
  - La Bolghera
  - 3e de la Coppa Varignana

## Classements mondiaux
| Année           | 2012 | 2013 | 2014 | 2015 | 2016   | 2017   | 2018   |
| --------------- | ---- | ---- | ---- | ---- | ------ | ------ | ------ |
| UCI Europe Tour | 677e | 432e | 562e | 522e | 1 003e | 1 499e | 1 660e |